# Ahmed Issa
Ahmed Issa (ur. 17 lipca 1943 na terenie dzisiejszej Republiki Środkowoafrykańskiej, zm. w 1983) – czadyjski lekkoatleta, średniodystansowiec.
Brązowy medalista igrzysk afrykańskich w biegu na 1500 metrów (1965).
Podczas igrzysk olimpijskich w Tokio (1964) odpadł w półfinale na 800 metrów.
Podczas igrzysk olimpijskich w Meksyku (1968) odpadł w eliminacjach na 800 metrów oraz półfinale na 1500 metrów.

## Rekordy życiowe
- Bieg na 800 metrów – 1:48,6 (1962)[1] rekord Czadu[3]
- Bieg na 1500 metrów – 3:47,8 (1965)[1] rekord Czadu[4]